# Močvarna anđelika
Močvarna anđelika (močvarni kravujac, lat. Ostericum palustre, sin.  Angelica palustris), dvogodišnja biljka ili trajnica iz porodice štitarki, raširena od Njemačke do zapadnog Sibira i Kavkaza. raste i u Hrvatskoj, Crnoj Gori, Srbiji. Kod nekih izvora pripada rodu Angelica, a po drugima rodu Ostericum. 
Ime vrste palustre ili palustris, upućuje na njezino močvarno stanište.